# Esporte Clube Águia Negra
L'Esporte Clube Águia Negra est un club brésilien de football basé à Rio Brilhante dans l'État du Mato Grosso do Sul.

## Histoire
Le club a été fondé le 31 mai 1971.

## Anciens joueurs
- Alex Dias